# Rotació específica
En química, una rotació específica ({\displaystyle [\alpha ]}) és una propietat d'un compost químic quiral. Es defineix com el canvi en l'orientació de la llum polaritzada plana monocromàtica, per unitat del producte de la distància per la concentració, quan la llum passa a través d'una mostra d'un compost en solució. Els compostos que roten la llum cap a la dreta es diu que són dextrogirs, i es corresponen amb valors de rotació específics positius, mentre que els compostos que giren la llum en sentit antihorari es diu que són levogirs, i corresponen amb valors negatius. Si un compost és capaç de girar la llum polaritzada en un pla, es diu que és "òpticament actiu".

Mesura de la rotació òptica d'un compost amb un polarímetre

La rotació específica és una propietat intensiva, distingint-la del fenomen més general de la rotació òptica. Com a tal, la rotació observada ({\displaystyle \alpha }) d'una mostra d'un compost es pot utilitzar per quantificar l'excés enantiomèric d'aquest compost, a condició que es conegui la rotació específica ({\displaystyle [\alpha ]}) per al compost enantiopur. La variància de rotació específica amb la longitud d'ona —un fenomen conegut com a dispersió òptica rotatòria— es pot utilitzar per trobar la configuració absoluta d'una molècula. La concentració de solucions de sucre a granel es determina de vegades per comparació de la rotació òptica observada amb la rotació específica coneguda.

## Definició
Per una substància òpticament activa, definida per {\displaystyle [\alpha ]_{\lambda }^{\theta }={\frac {\alpha }{\gamma \cdot l}}} on {\displaystyle \alpha } amb el que la llum polaritzada rota, {\displaystyle \gamma } és la concentració de la solució i {\displaystyle l} la llargada del camí que recorre la llum. Es denota per {\displaystyle \theta } la temperatura en graus Celsius i {\displaystyle \lambda } la longitud d'ona de la llum que hi incideix, per indicar que la rotació específica està mesurada en aquelles condicions.